# Registrazione d'immagini

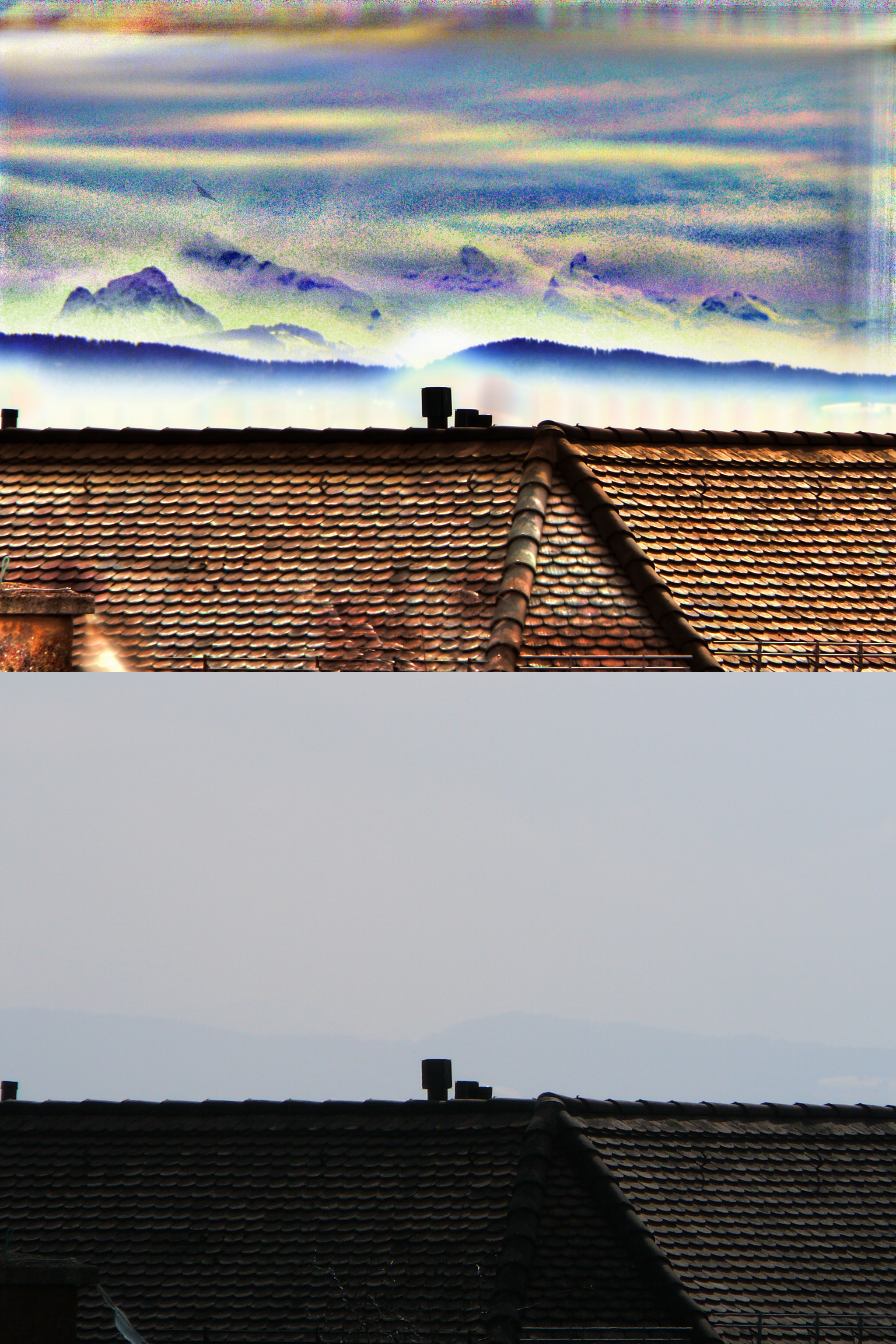
La registratura e la sommazione di molteplici esposizioni della stessa scena migliora il rapporto segnale/rumore, consentendo così di vedere oggetti o condizioni invisibili oppure quasi inapparenti.

Nell'elaborazione digitale delle immagini e nella visione artificiale, gli insiemi di dati acquisiti in base al campionamento della stessa scena oppure di un oggetto in movimento relativo (immagini prese in tempi diversi) o da diverse prospettive, si troveranno in sistemi di coordinate diversi. La registratura d'immagini (in inglese image registration) è quel processo che permette la trasformazione di differenti insiemi di dati presenti in diversi insiemi di coordinate in un sistema dove ogni coordinata spaziale corrisponde, evidenziando così ogni possibile cambiamento in dimensioni, forma o posizione. La registratura è necessaria per poter confrontare o integrare i dati ottenuti da diverse misure.
La registratura di immagini mediche (ad esempio per dati dello stesso paziente presi ad intervalli diversi di tempo, oppure per confrontare accuratamente e poter ricostruire in 3D modelli ottenuti da diverse tecniche come la tomografia computerizzata, la risonanza magnetica e la fMRI) procedura che spesso comporta anche la trasformazione-registratura elastica (nota anche come non rigida) per poter contrastare la deformazione che le immagini del paziente possono presentare (a causa della respirazione, alterazioni anatomiche, movimenti e molti altri fattori). La registratura non-rigida delle immagini mediche può essere utilizzata per confrontare (registrare) i dati di un paziente rispetto ad un atlante anatomico, come ad esempio l'Atlas di Talairach per l'imaging dell'encefalo (ottenuto tramite misurazioni in chirurgia stereotassica).

## Classificazione degli algoritmi utilizzati

### Basati sull'intensità oppure sulle caratteristiche
Gli algoritmi di registratura o di riallinamento di immagini possono essere classificati in due modalità: basati sull'intensità oppure sulle caratteristiche. Si prende una delle immagini come "riferimento" (in inglese: reference) oppure "sorgente" (source) e ci si riferisce alla seconda immagine come "bersaglio" (target) oppure (sensed). La registratura d'immagini comporta la trasformazione spaziale dell'immagine bersaglio in modo da allinearla con l'immagine di riferimento. I metodi basati sull'intensità confrontano eventuali regolarità nell'intensità grazie alle immagini basandosi su sistemi di correlazione di misura, mentre i metodi basati sulle caratteristiche trovano corrispondenza tra le caratteristiche dell'immagine come punte, linee, e contorni. I metodi basati sull'intensità fanno la registratura di intere immagini o sotto-immagini. Se si esegue la registratura di sub-immagini, i centri di sub-immagini corrispondenti sono trattati come punti di caratteristiche corrispondenti. I metodi basati sulle caratteristiche stabiliscono corrispondenze tra un numero di punti in immagini. Conoscendo la corrispondenza tra un certo numero di punti nelle immagini, si determina una trasformazione per mappare le similitudini tra l'immagine "target" rispetto all'immagine "reference", stabilendo in questo modo corrispondenze punto per punto tra l'immagine di riferimento e quella bersaglio.

### Modelli di trasformazione
Gli algoritmi di registratura delle immagini possono essere classificati secondo i modelli di trasformazione che usano per correlare lo spazio dell'immagine bersaglio allo spazio dell'immagine di riferimento. La prima ampia categoria di modelli di trasformazione include le trasformazioni lineari, che includono la traslazione, la rotazione, la scalatura, e altre trasformate affini. Le trasformazioni lineari sono globali per la loro stessa natura, dunque, non si possono modellare differenze geometriche locali tra le immagini.
La seconda ampia categoria di trasformazioni sono quelle "elastiche" o "non rigide". Queste trasformazioni sono capaci di piegare localmente l'immagine target per allinearla con l'immagine di riferimento. Le trasformazioni non-rigide includono le funzioni di base radiali (a lastra sottile o a splines di superficie, multiquadriche, e trasformazioni compattamente-supportate), modelli fisicamente continui (fluidi viscosi), e grossi modelli di deformazione (diffeomorfismo).

### Metodi che confrontano il dominio spaziale verso quello delle frequenze
I metodi spaziali operano nel dominio delle immagini, confrontando matching le caratteristiche e/o i pattern di intensità nelle immagini. Alcuni degli algoritmi che comparano le caratteristiche (feature matching algorithms) sono l'evoluzione delle tecniche tradizionali per l'esecuzione della registratura manuale dell'immagini, nel quale un operatore umano sceglie i corrispenti punti di controllo (CPs) nelle immagini. Quando il numero dei punti di controllo eccede il minimo richiesto per definire l'appropriato modello di trasformazione, algoritmi iterativi come RANSAC possono essere usati per stimare con buona approssimazione i parametri di un particolare tipo di trasformazione (ad es. la "trasformazione affine") per la registratura delle immagini.
I metodi nel dominio della frequenza trovano i parametri di trasformazione per la registratura delle immagini mentre lavoravano nel dominio di trasformazione. Questi metodi lavorano per trasformazioni semplici, come la traslazione, la rotazione, e la scalatura. Applicando il metodo di correlazione di fase ad un paio d'immagini produce una terza immagine che contiene un singolo picco. La localizzazione di questo picco corrisponde alla traslazione relativa tra le immagini. A differenza di molti algoritmi nel dominio spaziale, il metodo di correlazione di fase riesce a resistere al rumore, alle occlusioni, e ad altri difetti tipici delle immagini mediche o da satellite.
Inoltre, la correlazione di fase utilizza la trasformata di Fourier veloce per elaborare la correlazione incrociata tra le due immagini, che generalmente risultano in grandi guadagni nella performance. Il metodo può essere esteso per determinare la rotazione e le differenze di scala tra due immagini convertendo le immagini in coordinate polari. A causa delle proprietà della trasformata di Fourier, la rotazione e i parametri di scala possono essere determinati in un modo invariante alla traslazione.

### Metodi a singola modalità verso metodi multimodali
Un'altra classificazione può essere quella tra i metodi a singola modalità e quelli multi modali. I metodi a singola modalità tendono a registrare immagini nella stessa modalità acquisita dallo stesso tipo di scanner/sensore, mentre i metodi multi-modali di registratura d'immagini tendono a fare la registratura d'immagini acquisita dai diversi tipi di scanner o sensori.
I metodi di registratura multi-modale usati nell'imaging medico come immagini di un paziente sono spesso ottenuti da diversi scanner. Gli esempi includono la registratura delle immagini della TC/MRI cerebrali o dell'intero corpo, come la PET/CT, a scopi di localizzazione dei tumori, la registratura d'immagini col contrasto (TC e RM) rispetto ad immagini senza contrasto (TC e RM) per la segmentazione di parti specifiche dell'anatomia, e la registratura d'immagini dell'ecografia (ultrasuoni) rispetto a immagini della TC per la localizzazione della prostata nella radioterapia.

### Metodi automatici verso metodi interattivi
I metodi di registratura d'immagini possono essere classificati basandosi sul livello di automazione che forniscono (sono stati sviluppati metodi manuali, interattivi, semi-automatici e automatici). I metodi manuali forniscono strumenti per allineare le immagini manualmente. I metodi interattivi riducono il bias introdotto dall'utente, eseguendo alcune operazioni chiave automaticamente mentre ancora si affidano all'operatore per guidare le registrature. I metodi semi-automatici eseguono la maggior parte dei passi della registratura automaticamente, ma dipendono dall'utente per verificare la correttezza della registratura. I metodi automatici non permettono alcuna interazioni con l'utilizzatore umano ed eseguono tutti i passi della registratura automaticamente.

### Applicazioni
La registratura delle immagini ("image registration") ha diverse applicazioni nel rilevamento in remoto (aggiornamento della cartografia), imaging medico (rilevamento di cambiamenti del flusso sanguigno, monitoraggio dei tumori), e la visione robotica. Dal momento che esiste un vasto campo di applicazioni alle quali può essere applicata la registratura delle immagini, è impossibile sviluppare un metodo matematico generale ottimizzato per tutti gli usi.

### Misure di similitudine per la registratura delle immagini
Il confronto tra immagini simili viene ampiamente usato nell'imaging medico. Una misura della similitudine delle immagini quantifica il grado di somiglianza tra i "pattern" d'intensità in due immagini. La scelta di una particolare modalità di misurazione delle similitudini dipende dal tipo e modalità d'acquisizione delle immagini che devono essere sottoposte a registratura. Alcuni esempi comuni di somiglianza delle immagini includono la correlazione incrociata, l'informazione mutua, la somma del quadrato delle differenze di intensità, e la quota di uniformità dell'immagine.
L'informazione mutua e l'informazione mutua normalizzata sono i metodi di misura della similarità delle immagini più usati per la registratura delle immagini multi-modali. La correlazione incrociata, la somma delle differenze d'intensità elevate al quadrato e le uniformità del radio dell'immagine vengono comunemente usate per la registratura d'immagini in mono-modalità.

## Incertezza
Esiste un livello di incertezza associata con la registratura d'immagini che abbiano qualsiasi differenza spazio-temporale. Una registrazione affidabile con una misura di incertezza accettabile è un fattore cruciale per molte applicazioni che rilevano i cambiamenti (change detection) come i sistemi di diagnosi medica oppure quelli che esplorano le medesime aree di un astrofotografia per rilevare il movimento di asteroidi, comete o la comparsa di nova.
Nelle applicazioni che eseguono il telerilevamento anche distanze di centinaia di chilometri, dove un singolo pixel digitale può rappresentare alcuni chilometri di distanza spaziale (come le immagini dei satelliti Landsat della NASA), una registratura di immagini incerta può significare che una certa soluzione per l'immagine finale (derivata in parte dalle procedure di campionamento e compressione dell'immagine) possa differire di parecchi chilometri dalla realtà sul terreno (ad esempio le dimensioni di un'estensione forestale o i bordi di una nuvola). Alcuni lavori scientifici hanno cercato di quantificare l'incertezza nella registratura delle immagini in modo da poter confrontare i risultati. Comunque, molti approcci che cercano di quantificare l'incertezza o di stimare le deformazioni sono intensive nella computazione oppure sono soltanto applicabili a insiemi limitati di trasformazioni spaziali.

## Registratura delle immagini in astrofotografia
La registratura delle immagini viene usata anche nella astrofotografia per allineare immagini di satelliti in moto sui pianeti, di pianeti in moto sullo sfondo delle costellazioni, oppure per correggere il movimento delle sonde spaziali che sorvolano la superficie di satelliti, pianeti, oppure che riprendono fenomeni dinamici (o statici come le montagne di Marte, ma collocati su una sfere in rotazione) come le macchie solari o i brillamenti, ecc.
Si collocano dei "punti di controllo" nelle immagini (automaticamente oppure manualmente), e il computer esegue trasformazioni rigide o elastiche in una immagine per fare in modo che le caratteristiche salienti della prima si allineino con una seconda immagine.

## Registratura delle immagini nella aerofotografia e nella fotografia panoramica
Questa procedura si applica anche alla tecnica "ActionShot" di fotografia panoramica.
La registratura delle immagini è una parte essenziale della creazione di immagini panoramiche. Esistono molte tecniche differenti che possono essere implementate in tempo reale per funzionare in modo embedded in dispositivi come macchine fotografiche, videocamere e video-fonini.

## Software Open Source
Questi programmi soddisfano i requisiti dell'open source.
- Advanced Normalization Tools (ANTS), su picsl.upenn.edu.
- bUnwarpJ Archiviato il 14 dicembre 2009 in Internet Archive. (Java)
- Elastix
- FSL Center Oxford Risorse per la Risonanza Magnetica Funzionale
- FreeMat, su freemat.sourceforge.net.
- IRAF, su iraf.noao.edu. URL consultato il 4 marzo 2010 (archiviato dall'url originale il 22 novembre 2021).
- MIIPS, su chara.gsu.edu.
- Twibright Registrator, su ronja.twibright.com.
- ITK

## Altri software
- AIR-5, su bishopw.loni.ucla.edu.
- ART, su nitrc.org.
- Drop Archiviato il 17 gennaio 2019 in Internet Archive. (2D & 3D)
- DTI-TK, su nitrc.org.
- FAIR, su cas.mcmaster.ca. URL consultato il 4 marzo 2010 (archiviato dall'url originale il 19 febbraio 2010).
- FLIRT, su fmrib.ox.ac.uk. URL consultato il 4 marzo 2010 (archiviato dall'url originale il 24 agosto 2010).
- HAMMER [collegamento interrotto], su rad.upenn.edu.
- IRTK, su doc.ic.ac.uk.
- Tria Image Processing, su quarktet.com.
- Image Similarity SDK for the iPhone, su sites.google.com. URL consultato il 4 maggio 2019 (archiviato dall'url originale l'11 ottobre 2020).

### Astrofotografia
- DeepSkyStacker, su deepskystacker.free.fr.
- Images Plus, su mlunsold.com.
- IRIS, su astrosurf.com.
- Regim, su andreasroerig.de. URL consultato il 4 marzo 2010 (archiviato dall'url originale il 16 aprile 2010).
- RegiStax, su astronomie.be.